# 博庫普 (伊利諾伊州)
博庫普（英語：Beaucoup）是位於美國伊利諾伊州華盛頓縣的一個非建制地區。該地的面積和人口皆未知。

## 地理
博庫普的座標為38°20′59″N 89°17′31″W / 38.34972°N 89.29194°W，而該地的平均海拔高度為163米（即535英尺）。